# 腹巻知
腹巻 知（はらまき さとし、1959年〈昭和34年〉4月16日 - ）は、日本の実業家、技術者。株式会社ノーリツ代表取締役社長。

## 来歴
福井県出身。1983年3月に東京理科大学理工学部を卒業。同年4月ノーリツに入社し、その後は主に開発畑を歩む。2009年2月に子会社の信和工業代表取締役社長に就任。ノーリツでは、2011年1月に執行役員研究開発本部副本部長、2014年9月常務執行役員研究開発本部長、2015年3月から取締役。2019年1月に就任した国内事業本部長時代には、不採算事業からの撤退や従業員の希望退職など固定費圧縮を合わせた構造改革をけん引した。2020年10月、翌年を初年度とする中期経営計画を前に代表取締役社長に昇格。就任会見では、「不採算の商材の見直しなどコスト圧縮をさらに進めると同時に、成長する事業をしっかりと育てたい」と述べた。

### 略譜
- 1983年4月 - 株式会社ノーリツ入社
- 2004年3月 - 株式会社ハーマンプロ取締役管理室長
- 2009年2月 - 信和工業株式会社代表取締役社長
- 2011年1月 - 株式会社ノーリツ執行役員研究開発本部副本部長
- 2014年9月 - 同社執行役員研究開発本部長
- 2015年3月 - 同社取締役常務執行役員兼研究開発本部長
- 2017年1月 - 同社取締役常務執行役員兼研究開発本部長兼国内事業本部温水事業部長
- 2019年1月 - 同社取締役専務執行役員兼国内事業本部長兼国内事業本部温水事業部長
- 2020年7月 - 同社取締役専務執行役員 兼国内事業本部長
- 2020年10月 - 同社代表取締役社長